# Entbündelung
Entbündelung bezeichnet – insbesondere in der Telekommunikation und der IT-Industrie – das separate Angebot von einzelnen Leistungen, die vormals nur gebündelt mit anderen erhältlich waren:
- Durch die Entbündelung der Teilnehmeranschlussleitung (TAL) vom Festnetzanschluss des etablierten Anbieters erhalten konkurrierende Festnetzanbieter ohne eigene letzte Meile die Möglichkeit des direkten Kundenzugangs, indem sie die Teilnehmeranschlussleitung zu regulierten Konditionen vom etablierten Anbieter mieten können.

- Die Entbündelung des DSL-Anschlusses vom Festnetzanschluss sowohl durch reine DSL-Angebote für Konsumenten als auch durch Vorleistungen des etablierten Festnetzanbieters für konkurrierende Internetprovider (Line-Sharing, TAL-Entbündelung, Bitstromzugang) ist Voraussetzung für das Angebot von Komplettanschlusspaketen durch Wettbewerber ohne eigene Ortsvermittlungen und für das Angebot von auf IP-Telefonie-Technik basierenden Next-Generation-Network- und Triple-Play-Anschlüssen.

- Entbündelung von Hard- und Software
- Entbündelung von Betriebssystem und Anwendung

Gemeinhin unterscheidet man bei der Telekommunikations-Marktregulierung:

## Entbündelung der Teilnehmeranschlussleitung
Dabei handelt es sich um die Vorgabe für Festnetzanbieter mit beträchtlicher Marktmacht bei den Teilnehmeranschlussleitungen (TAL), die Anschlussleistung entkoppelt (entbündelt) von eigenen Verbindungsleistungen anzubieten. Die Wettbewerber (alternative Festnetzanbieter) ohne eigene Leitung zum Teilnehmer sollen damit die Möglichkeit haben, darüber eigene leitungsbasierte Dienste (Telefonanschluss, DSL, IPTV, Video on Demand etc.) anzubieten. Die Teilnehmeranschlussleitung wird dabei direkt an das Netz des alternativen Netzbetreibers mittels Kollokation in der Ortsvermittlungsstelle angeschlossen.
Im Englischen wird dies als Local Loop Unbundling (LLU bzw. ULL) oder auch unbundled access bezeichnet.
In Deutschland ist die Entbündelung in § 84 Telekommunikationsgesetz (TKG) festgelegt. Für Anschlüsse der Deutschen Telekom ist diese Form der Entbündelung durch die Telekommunikations-Regulierungsbehörde seit 1998 regulatorisch vorgegeben und mit Urteil des BVerwG vom April 2001 bestätigt. 2008 waren trotz der bereits seit zehn Jahren verfügbaren TAL-Entbündelung etwa 40 % der deutschen Haushalte noch nicht für die TAL-Miete durch alternative Anbieter erschlossen, da dieses Geschäftsmodell in ländlichen und kleinstädtischen Gebieten durch die hohen Fixkosten der Kollokation für die Wettbewerber nicht lukrativ ist.
Die Entbündelung der Teilnehmeranschlussleitung ist technisch gesehen ein Problem seit der Nutzung von VDSL2-Vectoring, da hierfür sämtliche Signale eines Kabelbündeln signaltechnisch verarbeitet werden müssen. Hier sollte dann ein Bitstromzugang durch die Provider verwendet werden. In Österreich wird von der Regulierungsbehörde dafür der Begriff der „virtuellen Entbündelung“ verwendet.
In der Schweiz wird der Zugang der Wettbewerber mittels Kollokation am Hauptverteiler seit 1. April 2007 von der Swisscom angeboten, wie es das Ende 2006 überarbeitete Schweizer Fernmeldegesetz vorsieht. Hier bieten mehrere Anbieter dem Endkunden einen ADSL- oder VDSL-Anschluss ohne Telefonie auf Basis des Swisscom-Netzes an.

## Line-Sharing
Beim Line-Sharing handelt es sich um die Variante der Frequenzentbündelung der Teilnehmeranschlussleitung (TAL), wobei nur das zum Angebot von ADSL-Anschlüssen genutzte höhere Frequenzspektrum der TAL entbündelt und vom alternativen Anbieter genutzt wird, während der klassische Telefondienst weiterhin durch den etablierten Netzbetreiber über die niedrigen Frequenzen der TAL bereitgestellt wird. Durch den DSL-Splitter am Hauptverteiler-Standort wird dabei das Frequenzspektrum geteilt und die höheren Frequenzen werden direkt dem DSLAM des Data-CLEC zugeführt, während die unteren Frequenzen durch die Vermittlungstechnik des etablierten Anbieters verarbeitet werden. Aus Providersicht sind die gleichen Investitionen für einen durch Line-Sharing realisierten DSL-Breitbandzugang notwendig wie bei der vollständig entbündelten Teilnehmeranschlussleitung.
Diese Vorleistung steht in Deutschland in marktgerecht regulierter Form seit Mitte 2005 zur Verfügung.

## Entbündelung des Breitband-Internetzugangs vom klassischen Telefonanschluss
| Genehmi- gungs- datum                                                                                            | monatliches Entgelt für | monatliches Entgelt für | monatliches Entgelt für |
| Genehmi- gungs- datum                                                                                            | gesamte TAL             | TAL-Abschnitt ab KVz    | Line Sharing            |
| --- | ----------------------- | ----------------------- | ----------------------- |
| 09.03.1998 | 20,65 DM (10,56 €)      |                         |                         |
| 08.02.1999 | 25,40 DM (12,99 €)      |                         |                         |
| 30.03.2001 | 24,40 DM (12,48 €)      |                         |                         |
| 18.03.2002 |                         |                         | 04,77 €                 |
| 01.05.2003 | 12,48 €                 |                         |                         |
| 01.07.2005 |                         |                         | 02,31 €                 |
| 30.03.2007 | 10,50 €                 |                         |                         |
| 01.07.2007 |                         |                         | 01,91 €                 |
| 01.07.2008 |                         |                         | 01,78 €                 |
| 01.04.2009 | 10,20 €                 |                         |                         |
| 01.07.2010 |                         |                         | 01,84 €                 |
| 01.04.2011 | 10,08 €                 | 07,17 €                 |                         |
| 01.07.2012 |                         |                         | 01,68 €                 |
| 01.07.2013 | 10,19 €                 | 06,79 €                 |                         |
| Darüber hinaus müssen Wettbewerber einmalige Entgelte für die Einrichtung bzw. Umschaltung einer TAL entrichten. |                         |                         |                         |

Dabei handelt es sich um die Vorgabe an den etablierten Netzbetreiber, seinen Wettbewerbern die Bereitstellung von DSL-Breitbandzugängen zu ermöglichen, ohne dass der Konsument gleichzeitig einen klassischen Telefonanschluss unterhalten muss (Entbündeltes DSL).
Diese Vorgabe wurde in Deutschland lange Jahre nur über die entbündelte Teilnehmeranschlussleitung umgesetzt, nicht jedoch auf Ebene des Bitstromzugangs, wie es im Regulierungsrahmen der Europäischen Union vorgegeben ist und obwohl eine Regulierungsverfügung der Bundesnetzagentur zum Bitstromzugang bereits im September 2006 ergangen ist, deren Umsetzung durch die Deutsche Telekom jedoch erst mit deutlicher Verzögerung ab Sommer 2008 erfolgte. T-DSL-Resale als von der Deutschen Telekom angebotener Bitstromzugang light setzt einen durch den Teilnehmer unterhaltenen herkömmlichen Telefonanschluss der Telekom voraus.
In der Schweiz sieht das novellierte Fernmeldegesetz seit April 2007 sowohl den Bitstromzugang als auch die Vermarktung des Telefonanschlusses der Swisscom auf Grosshandelsbasis (Resale) vor, zusätzlich zum vormals lediglich vorhandenen DSL-Anschluss-Resale. Swisscom bietet hier im Glasfaserbereich das Produkt „Access Line Optical“ als Bitstream-Zugang und im Kupferbereich die vollständig entbündelte Teilnehmeranschlussleitung sowie das Produkt „Broadband Connectivity Services“ an.
Der Bitstromzugang wird vor allem von denjenigen Wettbewerbern gefordert, die flächendeckende VoIP-basierte Telefondienste oder Triple Play gekoppelt mit einem Breitband-Internetzugang anbieten wollen. Das ist über die Entbündelung der Teilnehmeranschlussleitung nicht wirtschaftlich zu realisieren, weil sich die TAL-Miete aufgrund der hohen Kollokations-Fixkosten in dünn besiedelten Gebieten mit geringer Netzdichte des TAL-Netzes nicht lohnt.
DSL-Angebote von Telekom-Wettbewerbern mit einem gebündelten Telefonanschluss der Deutschen Telekom auf der Basis des von der Telekom als Bitstrom-Ersatz angebotenen T-DSL-Resale waren in der letzten Zeit vor der Einführung des Standalone-IP-Bitstromzugangs nahezu unverkäuflich, so dass sich in den nicht per DSLAM-Kollokation erschlossenen Anschlussbereichen die marktbeherrschende Stellung der Telekom im Breitbandbereich deutlich verstärkte, was vom Chef der Bundesnetzagentur im Januar 2008 als unproblematisch bezeichnet wurde.

## IT-Industrie
Im Jahre 1969 erhob die US-amerikanische Regierung auf Grundlage des Sherman Antitrust Act Anklage gegen IBM, um eine Entbündelung der Hard- und Software zu erzwingen. Bis dahin war es üblich gewesen, dass Hardwarehersteller die zugehörige Software ohne zusätzliche Zahlung (und in der Regel als Quellcode) an ihre Kunden weitergaben. Darin sahen die unabhängigen Softwarehersteller (ISV) eine Wettbewerbsverzerrung.
Im Verlauf des sog. Browserkrieges widerfuhr Microsoft Vergleichbares. Microsoft wurde gezwungen, den Internet Explorer von ihrem Betriebssystem Windows zu trennen bzw. eine weniger starke Bindung zu realisieren, so dass auch Konkurrenzprodukte (z. B. Mozilla Firefox) eine Chance am Markt hatten.

## Einzelbelege
1. ↑  Entbündelung. Abgerufen am 7. März 2023.
2. ↑  Pressemitteilungen der Bundesnetzagentur
3. ↑  Access Line Optical, auf swisscom.ch
4. ↑  Teilnehmeranschlussleitung, auf swisscom.ch
5. ↑  Broadband Connectivity Service, auf swisscom.ch
6. ↑  Telekom-DSL-Kunden-Entwicklung 2008 (Memento vom 20. Februar 2009 im Internet Archive)
7. ↑  Financial Times Deutschland vom 29. Januar 2008: nur einige hundert DSL-Resale-Kundenverträge im vierten Quartal 2007 (Memento vom 31. Januar 2008 im Internet Archive)
8. ↑  teltarif.de vom 23. Januar 2008: Kurth: T-DSL-Resale-Stagnation unproblematisch
9. ↑  Emerson W. Pugh, „Building IBM – Shaping an Industry and Its Technology“, The MIT Press, 1995, pp. 319–320
10. ↑  Burton Grad, A Personal Recollection: IBM's Unbundling of Software and Services, IEEE Annals of the History of Computing, Vol. 24, No. 1 (Jan–Mar 2002), pp. 64–71
11. ↑  IBM Archives: 1960s. IBM, abgerufen am 12. November 2010 (englisch): „Rather than offer hardware, services and software exclusively in packages, marketers „unbundled“ the components and offered them for sale individually. Unbundling gave birth to the multibillion-dollar software and services industries, of which IBM is today a world leader“